# Copa do Chile de Futebol de 2022
A Copa do Chile de Futebol de 2023, também conhecida comercialmente como Copa Chile EASY temporada 2022, foi a 42.ª edição da Copa do Chile, competição chilena de futebol organizada pela Federação de Futebol do Chile (FFC) (em castelhano:  Federación de Fútbol de Chile) e dirigida pela Associação Nacional do Futebol Profissional (ANFP) (em castelhano:  Asociación Nacional de Fútbol Profesional).
O torneio começou em 19 de março e terminou em 13 de novembro. Participaram da disputa clubes da Primera División, Primera B, Segunda División, respectivamente, primeira, segunda e terceira divisão profissional do futebol chileno, além dos clubes oriundos da Associação Nacional do Futebol Amador (ANFA) (em castelhano:  Asociación Nacional de Fútbol Amateur).
A competição foi vencida pelo Magallanes, seu primeiro título da Copa do Chile, derrotando o Unión Española por 7–6 nos penâltis, após um empate em 2–2 no tempo regulamentar da final. O Colo-Colo, defensor do título, foi eliminado pelo Ñublense na fase de oitavas de final.

## Regulamento
A COPA DO CHILE foi composta por clubes da Primera División, Primera B, Segunda División, respectivamente, primeira, segunda e terceira divisão profissional, e 16 clubes associados à ANFA (entidade responsável pelo futebol amador chileno), e disputada no sistema eliminatório ("mata-mata") em 7 (sete) fases: primeira fase, segunda fase, terceira fase, oitavas de final, quartas de final, semifinal e final. Os confrontos da primeira e segunda fases, bem como a final, foram em jogo único, enquanto as fases restantes, tivemos jogos de ida e volta.
O árbitro assistente de vídeo (VAR) foi utilizado na semifinal e na final.
O clube campeão da COPA DO CHILE assegurou vaga na CONMEBOL Libertadores de 2023 como Chile 4 e também assegurou o direito de disputar a Supercopa do Chile de 2023 contra o campeão chileno de 2022.

### Critérios de desempate
Em caso de empate em pontos ganhos entre os clubes ao final de cada fase, o desempate foi definido observando os critérios abaixo:
1. Maior saldo de gols;
2. Cobrança de pênaltis.[2]

## Jogos

### Primeira fase
| 19 de março de 2022 | Quintero Unido (4) | 1 ― 4     | Deportes Limache (3) | La Calera                                                        |  |
| 12:00 (UTC−3)       |                    | Relatório |                      | Estádio: Municipal Nicolás Chahuán Nazar Árbitro: Víctor Abarzúa |  |

| 19 de março de 2022 | La Obra (6) | 1 ― 4     | Colo-Colito (6) | Talca                               |  |
| 18:00 (UTC−3)       |             | Relatório |                 | Estádio: Fiscal Árbitro: Juan Comas |  |

| 19 de março de 2022 | Brujas de Salamanca (4) | 0 ― 1     | Real San Joaquín (3) | Salamanca                                               |  |
| 18:00 (UTC−3)       |                         | Relatório |                      | Estádio: Municipal de Salamanca Árbitro: Franco Jiménez |  |

| 19 de março de 2022 | Unión Compañías (4) | 1 ― 1 (4 ― 5 pen.) | Trasandino (3) | La Serena                                   |  |
| 18:00 (UTC−3)       |                     | Relatório          |                | Estádio: La Portada Árbitro: Claudio Aranda |  |

| 19 de março de 2022 | Deportes Rengo (4) | 1 ― 3     | San Antonio Unido (3) | Rengo                                              |  |
| 18:00 (UTC−3)       |                    | Relatório |                       | Estádio: Guillermo Guzmán Árbitro: Claudio Cevasco |  |

| 19 de março de 2022 | Dante de Nueva Imperial (6) | 0 ― 3 (W.O.) | Deportes Concepción (3) |  |  |
|                     |                             |              |                         |  |  |

| 19 de março de 2022 | Tricolor Municipal (5) | 0 ― 3 (W.O.) | Lautaro de Buin (3) |  |  |
|                     |                        |              |                     |  |  |

| 20 de março de 2022 | La Higuera (6) | 2 ― 2 (4 ― 3 pen.) | San Bernardo Unido (6) | La Calera                                                     |  |
| 12:00 (UTC−3)       |                | Relatório          |                        | Estádio: Municipal Nicolás Chahuán Nazar Árbitro: Diego Yáñez |  |

| 20 de março de 2022 | Cóndor de Pichidegua (6) | 0 ― 6     | General Velásquez (3) | Santa Cruz                                                         |  |
| 18:00 (UTC−3)       |                          | Relatório |                       | Estádio: Municipal Joaquín Muñoz García Árbitro: Reinerio Alvarado |  |

| 20 de março de 2022 | Independiente de Cauquenes (3) | 7 ― 0     | Unión Bellavista (6) | Talca                                |  |
| 18:00 (UTC−3)       |                                | Relatório |                      | Estádio: Fiscal Árbitro: Felipe Jara |  |

| 20 de março de 2022 | Provincial Ranco (4) | 4 ― 3     | Deportes Valdivia (3) | La Unión                                                        |  |
| 18:00 (UTC−3)       |                      | Relatório |                       | Estádio: Municipal Carlos Vogel Meyer Árbitro: Mathías Riquelme |  |

| 20 de março de 2022 | Provincial Ovalle (4) | 1 ― 1 (3 ― 2 pen.) | San Marcos de Arica (3) | Ovalle                                  |  |
| 18:00 (UTC−3)       |                       | Relatório          |                         | Estádio: Diaguita Árbitro: Franco Arrué |  |

| 20 de março de 2022 | Deportes Quillón (4) | 0 ― 3 (W.O.) | Iberia (3) |  |  |
|                     |                      |              |            |  |  |

| 20 de março de 2022 | Aguará (5) | 0 ― 3 (W.O.) | Rodelindo Román (3) |  |  |
|                     |            |              |                     |  |  |

### Segunda fase
| 26 de março de 2022 | La Higuera (6) | 0 ― 4     | Santiago Wanderers (2) | Quillota                                                           |  |
| 20:00 (UTC−3)       |                | Relatório |                        | Estádio: Bicentenario Lucio Fariña Fernández Árbitro: Miguel Araos |  |

| 27 de março de 2022 | General Velásquez (3) | 3 ― 0     | Deportes Santa Cruz (2) | San Vicente de Tagua Tagua                                    |  |
| 17:00 (UTC−3)       |                       | Relatório |                         | Estádio: Municipal Augusto Rodríguez Árbitro: Claudio Cevasco |  |

| 27 de março de 2022 | Iberia (3) | 0 ― 2     | Deportes Temuco (2) | Los Ángeles                                                |  |
| 17:00 (UTC−3)       |            | Relatório |                     | Estádio: Municipal de Los Ángeles Árbitro: Rafael Troncoso |  |

| 27 de março de 2022 | Provincial Ranco (4) | 1 ― 4     | Deportes Puerto Montt (2) | La Unión                                                  |  |
| 17:00 (UTC−3)       |                      | Relatório |                           | Estádio: Municipal Carlos Vogel Meyer Árbitro: Jorge Oses |  |

| 27 de março de 2022 | San Antonio Unido (3) | 0 ― 0 (6 ― 5 pen.) | San Luis (2) | Colina                                                        |  |
| 17:30 (UTC−3)       |                       | Relatório          |              | Estádio: Municipal Manuel Rojas del Río Árbitro: Claudio Díaz |  |

| 27 de março de 2022 | San Bernardo Unido (6) | 0 ― 6     | Magallanes (2) | San Bernardo                                                      |  |
| 17:30 (UTC−3)       |                        | Relatório |                | Estádio: Municipal Luis Navarro Avilés Árbitro: Francisco Soriano |  |

| 27 de março de 2022 | Cobreloa (2) | 2 ― 0     | Deportes Iquique (2) | Calama                                               |  |
| 18:00 (UTC−3)       |              | Relatório |                      | Estádio: Zorros del Desierto Árbitro: Nicolás Millas |  |

| 27 de março de 2022 | Provincial Ovalle (4) | 3 ― 2     | Deportes Copiapó (2) | Ovalle                                   |  |
| 18:00 (UTC−3)       |                       | Relatório |                      | Estádio: Diaguita Árbitro: Pedro Morales |  |

| 27 de março de 2022 | Lautaro de Buin (3) | 0 ― 1     | Santiago Morning (2) | Rancagua                                 |  |
| 18:00 (UTC−3)       |                     | Relatório |                      | Estádio: El Teniente Árbitro: Juan Comas |  |

| 27 de março de 2022 | Independiente de Cauquenes (3) | 2 ― 2 (4 ― 3 pen.) | Rangers (2) | Talca                                    |  |
| 18:00 (UTC−3)       |                                | Relatório          |             | Estádio: Fiscal Árbitro: Gustavo Ahumada |  |

| 27 de março de 2022 | Deportes Concepción (3) | 0 ― 2     | Fernández Vial (2) | Concepción                                  |  |
| 18:15 (UTC−3)       |                         | Relatório |                    | Estádio: Ester Roa Árbitro: Felipe González |  |

| 27 de março de 2022 | Trasandino (3) | 1 ― 3     | Unión San Felipe (2) | Quillota                                                              |  |
| 21:00 (UTC−3)       |                | Relatório |                      | Estádio: Bicentenario Lucio Fariña Fernández Árbitro: Gastón Philippe |  |

| 28 de março de 2022 | Rodelindo Román (3) | 0 ― 2     | Deportes Melipilla (2) | Colina                                                        |  |
| 17:30 (UTC−3)       |                     | Relatório |                        | Estádio: Municipal Manuel Rojas del Río Árbitro: José Vergara |  |

| 28 de março de 2022 | Colo-Colito (6) | 0 ― 9     | Universidad de Concepción (2) | Concepción                                |  |
| 18:00 (UTC−3)       |                 | Relatório |                               | Estádio: Ester Roa Árbitro: Dione Rissios |  |

| 28 de março de 2022 | Deportes Limache (3) | 2 ― 1     | Deportes Recoleta (2) | Quillota                                                          |  |
| 18:00 (UTC−3)       |                      | Relatório |                       | Estádio: Bicentenario Lucio Fariña Fernández Árbitro: Diego Yáñez |  |

| 28 de março de 2022 | Real San Joaquín (3) | 0 ― 3     | Barnechea (2) | Valparaíso                                              |  |
| 18:00 (UTC−3)       |                      | Relatório |               | Estádio: Elías Figueroa Brander Árbitro: Emilio Bastías |  |

### Terceira fase
| 16 de junho de 2022 | Audax Italiano | 1 ― 2     | San Antonio Unido | La Pintana                                               |  |
| 15:00 (UTC−4)       |                | Relatório |                   | Estádio: Municipal de La Pintana Árbitro: Víctor Abarzúa |  |

| 24 de junho de 2022 | San Antonio Unido | 1 ― 3     | Audax Italiano | Quillota                                                             |  |
| 19:00 (UTC−4)       |                   | Relatório |                | Estádio: Bicentenario Lucio Fariña Fernández Árbitro: Cristian Garay |  |

| 17 de junho de 2022 | Curicó Unido | 1 ― 1     | Santiago Wanderers | Curicó                                        |  |
| 19:00 (UTC−4)       |              | Relatório |                    | Estádio: La Granja Árbitro: Ángelo Hermosilla |  |

| 26 de junho de 2022 | Santiago Wanderers | 1 ― 1 (0 ― 2 pen.) | Curicó Unido | Valparaíso                                         |  |
| 15:00 (UTC−4)       |                    | Relatório          |              | Estádio: Elías Figueroa Brander Árbitro: Juan Lara |  |

| 18 de junho de 2022 | Magallanes | 1 ― 1     | Everton | San Bernardo                                                   |  |
| 12:30 (UTC−4)       |            | Relatório |         | Estádio: Municipal Luis Navarro Avilés Árbitro: María Carvajal |  |

| 25 de junho de 2022 | Everton | 1 ― 2     | Magallanes | Viña del Mar                            |  |
| 15:00 (UTC−4)       |         | Relatório |            | Estádio: Sausalito Árbitro: Héctor Jona |  |

| 18 de junho de 2022 | Santiago Morning | 1 ― 2     | Unión La Calera | La Pintana                                               |  |
| 15:00 (UTC−4)       |                  | Relatório |                 | Estádio: Municipal de La Pintana Árbitro: Claudio Aranda |  |

| 26 de junho de 2022 | Unión La Calera | 0 ― 1 (3 ― 4 pen.) | Santiago Morning | La Calera                                                      |  |
| 17:30 (UTC−4)       |                 | Relatório          |                  | Estádio: Municipal Nicolás Chahuán Nazar Árbitro: Diego Flores |  |

| 18 de junho de 2022 | Cobresal | 2 ― 1     | Barnechea | El Salvador                            |  |
| 15:00 (UTC−4)       |          | Relatório |           | Estádio: El Cobre Árbitro: Omar Oporto |  |

| 25 de junho de 2022 | Barnechea | 1 ― 1     | Cobresal | Lo Barnechea                                               |  |
| 15:00 (UTC−4)       |           | Relatório |          | Estádio: Municipal de Lo Barnechea Árbitro: Juan Sepúlveda |  |

| 18 de junho de 2022 | Unión San Felipe | 1 ― 3     | Universidad Católica | Quillota                                                             |  |
| 15:30 (UTC−4)       |                  | Relatório |                      | Estádio: Bicentenario Lucio Fariña Fernández Árbitro: Fernando Véjar |  |

| 25 de junho de 2022 | Universidad Católica | 3 ― 0     | Unión San Felipe | Las Condes                                           |  |
| 17:30 (UTC−4)       |                      | Relatório |                  | Estádio: San Carlos de Apoquindo Árbitro: Piero Maza |  |

| 18 de junho de 2022 | Ñublense | 1 ― 2     | Independiente de Cauquenes | Chillán                                                         |  |
| 17:00 (UTC−4)       |          | Relatório |                            | Estádio: Bicentenario Nelson Oyarzún Arenas Árbitro: Jorge Oses |  |

| 25 de junho de 2022 | Independiente de Cauquenes | 0 ― 1 (2 ― 4 pen.) | Ñublense | Talca                                   |  |
| 15:00 (UTC−4)       |                            | Relatório          |          | Estádio: Fiscal Árbitro: Nicolás Millas |  |

| 18 de junho de 2022 | Universidad de Concepción | 4 ― 3     | Deportes La Serena | Concepción                                 |  |
| 17:30 (UTC−4)       |                           | Relatório |                    | Estádio: Ester Roa Árbitro: Cristian Galaz |  |

| 25 de junho de 2022 | Deportes La Serena | 1 ― 2     | Universidad de Concepción | La Serena                                    |  |
| 12:30 (UTC−4)       |                    | Relatório |                           | Estádio: La Portada Árbitro: Claudio Cevasco |  |

| 18 de junho de 2022 | Deportes Puerto Montt | 2 ― 2     | Huachipato | Puerto Montt                           |  |
| 18:00 (UTC−4)       |                       | Relatório |            | Estádio: Chinquihue Árbitro: Juan Lara |  |

| 26 de junho de 2022 | Huachipato | 3 ― 0     | Deportes Puerto Montt | Talcahuano                                            |  |
| 17:30 (UTC−4)       |            | Relatório |                       | Estádio: Huachipato-CAP Acero Árbitro: Fernando Véjar |  |

| 18 de junho de 2022 | Colo-Colo | 0 ― 0     | Deportes Temuco | Macul                                                        |  |
| 18:00 (UTC−4)       |           | Relatório |                 | Estádio: Monumental David Arellano Árbitro: Rodrigo Carvajal |  |

| 23 de junho de 2022 | Deportes Temuco | 1 ― 5     | Colo-Colo | Temuco                                                                  |  |
| 18:00 (UTC−4)       |                 | Relatório |           | Estádio: Municipal Germán Becker Público: 9,947 Árbitro: Julio Bascuñán |  |

| 19 de junho de 2022 | Deportes Limache | 1 ― 2     | Deportes Antofagasta | Quillota                                                            |  |
| 12:00 (UTC−4)       |                  | Relatório |                      | Estádio: Bicentenario Lucio Fariña Fernández Árbitro: Dione Rissios |  |

| 26 de junho de 2022 | Deportes Antofagasta | 2 ― 1     | Deportes Limache | Antofagasta                                                 |  |
| 12:30 (UTC−4)       |                      | Relatório |                  | Estádio: Bicentenario Calvo y Bascuñán Árbitro: Felipe Jara |  |

| 19 de junho de 2022 | Deportes Melipilla | 0 ― 0     | Coquimbo Unido | La Pintana                                                |  |
| 12:30 (UTC−4)       |                    | Relatório |                | Estádio: Municipal de La Pintana Árbitro: Patricio Blanca |  |

| 26 de junho de 2022 | Coquimbo Unido | 2 ― 1     | Deportes Melipilla | Coquimbo                                                               |  |
| 17:30 (UTC−4)       |                | Relatório |                    | Estádio: Bicentenario Francisco Sánchez Rumoroso Árbitro: Miguel Araos |  |

| 19 de junho de 2022 | Cobreloa | 0 ― 1     | Palestino | Calama                                            |  |
| 12:30 (UTC−4)       |          | Relatório |           | Estádio: Zorros del Desierto Árbitro: José Cabero |  |

| 26 de junho de 2022 | Palestino | 0 ― 1 (6 ― 7 pen.) | Cobreloa | La Cisterna                                               |  |
| 15:00 (UTC−4)       |           | Relatório          |          | Estádio: Municipal de La Cisterna Árbitro: Manuel Vergara |  |

| 19 de junho de 2022 | General Velásquez | 1 ― 2     | Universidad de Chile | Rancagua                                  |  |
| 15:30 (UTC−4)       |                   | Relatório |                      | Estádio: El Teniente Árbitro: Héctor Jona |  |

| 27 de junho de 2022 | Universidad de Chile | 2 ― 2     | General Velásquez | Independencia                                  |  |
| 16:00 (UTC−4)       |                      | Relatório |                   | Estádio: Santa Laura Árbitro: Benjamín Saravia |  |

| 19 de junho de 2022 | Fernández Vial | 1 ― 0     | O'Higgins | Concepción                              |  |
| 18:00 (UTC−4)       |                | Relatório |           | Estádio: Ester Roa Árbitro: Felipe Jara |  |

| 25 de junho de 2022 | O'Higgins | 2 ― 0     | Fernández Vial | Rancagua                                   |  |
| 20:00 (UTC−4)       |           | Relatório |                | Estádio: El Teniente Árbitro: Matías Quila |  |

| 19 de junho de 2022 | Unión Española | 5 ― 0     | Provincial Ovalle | Independencia                                 |  |
| 18:00 (UTC−4)       |                | Relatório |                   | Estádio: Santa Laura Árbitro: Rafael Troncoso |  |

| 25 de junho de 2022 | Provincial Ovalle | 0 ― 1     | Unión Española | Ovalle                                    |  |
| 15:00 (UTC−4)       |                   | Relatório |                | Estádio: Diaguita Árbitro: Víctor Abarzúa |  |

### Oitavas de final
| 16 de agosto de 2022 | Santiago Morning | 0 ― 0     | Cobreloa | La Pintana                                               |  |
| 15:00 (UTC−4)        |                  | Relatório |          | Estádio: Municipal de La Pintana Árbitro: Juan Sepúlveda |  |

| 20 de agosto de 2022 | Cobreloa | 1 ― 0     | Santiago Morning | Calama                                                |  |
| 15:45 (UTC−4)        |          | Relatório |                  | Estádio: Zorros del Desierto Árbitro: Felipe González |  |

| 16 de agosto de 2022 | Audax Italiano | 0 ― 2     | Universidad Católica | La Florida                                                    |  |
| 18:00 (UTC−4)        |                | Relatório |                      | Estádio: Bicentenario de La Florida Árbitro: Rodrigo Carvajal |  |

| 20 de agosto de 2022 | Universidad Católica | 3 ― 0     | Audax Italiano | Las Condes                                               |  |
| 18:30 (UTC−4)        |                      | Relatório |                | Estádio: San Carlos de Apoquindo Árbitro: Cristián Garay |  |

| 16 de agosto de 2022 | Universidad de Concepción | 0 ― 2     | Magallanes | Concepción                               |  |
| 20:45 (UTC−4)        |                           | Relatório |            | Estádio: Ester Roa Árbitro: Miguel Araos |  |

| 20 de agosto de 2022 | Magallanes | 4 ― 1     | Universidad de Concepción | San Bernardo                                                |  |
| 13:15 (UTC−4)        |            | Relatório |                           | Estádio: Municipal Luis Navarro Avilés Árbitro: Héctor Jona |  |

| 17 de agosto de 2022 | Deportes Antofagasta | 4 ― 2     | Curicó Unido | Antofagasta                                                     |  |
| 17:00 (UTC−4)        |                      | Relatório |              | Estádio: Bicentenario Calvo y Bascuñán Árbitro: Gustavo Ahumada |  |

| 21 de agosto de 2022 | Curicó Unido | 2 ― 1     | Deportes Antofagasta | Curicó                                |  |
| 12:00 (UTC−4)        |              | Relatório |                      | Estádio: La Granja Árbitro: Juan Lara |  |

| 17 de agosto de 2022 | Ñublense | 2 ― 1     | Colo-Colo | Chillán                                                             |  |
| 18:00 (UTC−4)        |          | Relatório |           | Estádio: Bicentenario Nelson Oyarzún Arenas Árbitro: Julio Bascuñán |  |

| 21 de agosto de 2022 | Colo-Colo | 1 ― 1     | Ñublense | Macul                                                      |  |
| 17:30 (UTC−4)        |           | Relatório |          | Estádio: Monumental David Arellano Árbitro: Nicolás Gamboa |  |

| 17 de agosto de 2022 | O'Higgins | 1 ― 3     | Unión Española | Rancagua                                         |  |
| 20:30 (UTC−4)        |           | Relatório |                | Estádio: El Teniente Árbitro: Francisco Gilabert |  |

| 21 de agosto de 2022 | Unión Española | 1 ― 0     | O'Higgins | La Pintana                                               |  |
| 20:00 (UTC−4)        |                | Relatório |           | Estádio: Municipal de La Pintana Árbitro: Manuel Vergara |  |

| 18 de agosto de 2022 | Huachipato | 1 ― 0     | Coquimbo Unido | Talcahuano                                          |  |
| 18:00 (UTC−4)        |            | Relatório |                | Estádio: Huachipato-CAP Acero Árbitro: Matías Quila |  |

| 22 de agosto de 2022 | Coquimbo Unido | 0 ― 0     | Huachipato | Coquimbo                                                                 |  |
| 20:30 (UTC−4)        |                | Relatório |            | Estádio: Bicentenario Francisco Sánchez Rumoroso Árbitro: Fernando Véjar |  |

| 18 de agosto de 2022 | Cobresal | 1 ― 1     | Universidad de Chile | El Salvador                            |  |
| 20:30 (UTC−4)        |          | Relatório |                      | Estádio: El Cobre Árbitro: José Cabero |  |

| 22 de agosto de 2022 | Universidad de Chile | 1 ― 0     | Cobresal | Valparaíso                                          |  |
| 18:00 (UTC−4)        |                      | Relatório |          | Estádio: Elías Figueroa Brander Árbitro: Piero Maza |  |

### Quartas de final
| 23 de setembro de 2022 | Magallanes | 0 ― 0     | Cobreloa | San Bernardo                                                |  |
| 12:30 (UTC−3)          |            | Relatório |          | Estádio: Municipal Luis Navarro Avilés Árbitro: Héctor Jona |  |

| 29 de setembro de 2022 | Cobreloa | 1 ― 1 (2 ― 4 pen.) | Magallanes | Calama                                            |  |
| 17:30 (UTC−3)          |          | Relatório          |            | Estádio: Zorros del Desierto Árbitro: José Cabero |  |

| 23 de setembro de 2022 | Deportes Antofagasta | 1 ― 2     | Unión Española | Antofagasta                                                       |  |
| 20:00 (UTC−3)          |                      | Relatório |                | Estádio: Bicentenario Calvo y Bascuñán Árbitro: Ángelo Hermosilla |  |

| 27 de setembro de 2022 | Unión Española | 4 ― 1     | Deportes Antofagasta | Independencia                                |  |
| 18:00 (UTC−3)          |                | Relatório |                      | Estádio: Santa Laura Árbitro: Julio Bascuñán |  |

| 24 de setembro de 2022 | Huachipato | 1 ― 0     | Ñublense | Talcahuano                                              |  |
| 20:00 (UTC−3)          |            | Relatório |          | Estádio: Huachipato-CAP Acero Árbitro: Benjamín Saravia |  |

| 27 de setembro de 2022 | Ñublense | 2 ― 1 (5 ― 6 pen.) | Huachipato | Chillán                                                         |  |
| 20:30 (UTC−3)          |          | Relatório          |            | Estádio: Bicentenario Nelson Oyarzún Arenas Árbitro: Piero Maza |  |

| 25 de setembro de 2022 | Universidad de Chile | 1 ― 0     | Universidad Católica | Independencia                                |  |
| 17:30 (UTC−3)          |                      | Relatório |                      | Estádio: Santa Laura Árbitro: Nicolás Gamboa |  |

| 28 de setembro de 2022 | Universidad Católica | 2 ― 2     | Universidad de Chile | Valparaíso                                               |  |
| 17:30 (UTC−3)          |                      | Relatório |                      | Estádio: Elías Figueroa Brander Árbitro: Felipe González |  |

### Semifinal
| 12 de outubro de 2022 | Huachipato | 0 ― 1     | Magallanes | Talcahuano                                       |  |
| 20:00 (UTC−3)         |            | Relatório |            | Estádio: Huachipato-CAP Acero Árbitro: Juan Lara |  |

| 16 de outubro de 2022 | Magallanes | 1 ― 1     | Huachipato | San Bernardo                                                    |  |
| 12:00 (UTC−3)         |            | Relatório |            | Estádio: Municipal Luis Navarro Avilés Árbitro: Felipe González |  |

| 26 de outubro de 2022 | Universidad de Chile | 0 ― 0     | Unión Española | Talcahuano                                         |  |
| 18:00 (UTC−3)         |                      | Relatório |                | Estádio: Huachipato-CAP Acero Árbitro: José Cabero |  |

| 2 de novembro de 2022 | Unión Española | 1 ― 0     | Universidad de Chile | Independencia                                |  |
| 19:30 (UTC−3)         |                | Relatório |                      | Estádio: Santa Laura Árbitro: Julio Bascuñán |  |

### Final
| \| 13 de novembro de 2022 \| Unión Española (1) \| 2 ― 2 (6–7 pen.) \| Magallanes (2) \| Rancagua \| \| \| 18:00 (UTC−3) \| - Garate 31' - D. Acevedo 77' \| Relatório \| - Espinoza 62' - Flores 72' \| Estádio: El Teniente Árbitro: Roberto Tobar \| \| \| \| \| Penalidades \| \| \| \| \| - Leyton - Larenas - Conelli - Piñeiro - Espinoza - Villagra - D. Acevedo - Barrios \| \| - Cortés - Villanueva - Piñero - Jones - A. Acevedo - Aránguiz - Vicuña - Espinoza \| \| \| \| |                               |                                                                                    |                             |                                             |  |
| 13 de novembro de 2022 | Unión Española (1)            | 2 ― 2 (6–7 pen.)                                                                   | Magallanes (2)              | Rancagua                                    |  |
| 18:00 (UTC−3) | - Garate 31' - D. Acevedo 77' | Relatório                                                                          | - Espinoza 62' - Flores 72' | Estádio: El Teniente Árbitro: Roberto Tobar |  |
| |                               | Penalidades                                                                        |                             |                                             |  |
| - Leyton - Larenas - Conelli - Piñeiro - Espinoza - Villagra - D. Acevedo - Barrios |                               | - Cortés - Villanueva - Piñero - Jones - A. Acevedo - Aránguiz - Vicuña - Espinoza |                             |                                             |  |

## Premiação
| Copa Chile Easy 2022 Copa do Chile de Futebol de 2022 |
| ----------------------------------------------------- |
| Deportes Magallanes Campeão (1° título)               |